# Parc Disneyland (Paris)
 (mars 2024).
Pour les articles homonymes, voir Disneyland (homonymie).
Ne pas confondre le parc à thème et le complexe autour nommé Disneyland Paris.
Le parc Disneyland (Disneyland Park en anglais) est un parc à thèmes de la Walt Disney Company situé en France, à Marne-la-Vallée en Seine-et-Marne, et qui a ouvert ses portes le 12 avril 1992. Il fait partie du complexe de loisirs Disneyland Paris, anciennement appelé Euro Disney Resort puis Disneyland Resort Paris. Le complexe appartient majoritairement à la Walt Disney Company via la société Euro Disney SCA à hauteur de 97,08 % des parts.
Le parc s'est d'abord appelé Euro Disneyland jusqu'au 1er octobre 1994, puis Disneyland Paris jusqu'en 2002, date où il a acquis son nom actuel de parc Disneyland. Ce changement en 2002 est la conséquence de l'ouverture cette année-là du second parc, le parc Walt Disney Studios, ainsi le nom de « parc Disneyland » permettrait aux visiteurs de mieux comprendre la présence de deux parcs. Cependant le nom Disneyland Paris qui désigne le complexe de loisirs depuis mai 2009, pose dorénavant un problème de confusion, car il était autrefois utilisé pour désigner le parc Disneyland. Ces changements successifs de nom symbolisent ainsi la difficulté du parc à trouver son identité et sa fréquentation.
Au cours de l'année 2023, le parc a accueilli 10,4 millions de visiteurs ce qui le situe à la 1re place européenne et à la 9e place mondiale. Le parc Disneyland a été distingué par la Themed Entertainment Association, elle lui a décerné un Thea Award dans la catégorie attraction en 1996 pour Space Mountain : De la Terre à la Lune.

## Dédicace
« To all who come to this happy place, welcome. Once upon a time… a master storyteller, Walt Disney, inspired by Europe's best loved tales, used his own special gifts to share them with the world. He envisioned a Magic Kingdom where these stories would come to life, and called it Disneyland.

Now his dream returns to the land that inspired it. Euro Disneyland is dedicated to the young and the young at heart… with the hope that it will be a source of joy and inspiration for all the world. »
— Michael D. Eisner, April 11, 1992.

« À tous ceux qui arrivent dans cet endroit enchanté, bienvenue. Il était une fois… un maître conteur, Walt Disney, qui, inspiré par les contes les plus populaires d'Europe, utilisa ses propres dons pour les partager avec le monde. Il imagina un Royaume enchanté où ces histoires pourraient prendre vie, et l'appela Disneyland.
Maintenant son rêve revient vers la terre qui l’a inspiré. Euro Disneyland est dédié aux jeunes et aux jeunes de cœur… avec l'espoir qu'il sera une source de joie et d'inspiration pour le monde entier. »

— Michael D. Eisner, 11 avril 1992
La plaque de dédicace a été dévoilée lors de l'émission Euro Disney : L'Ouverture, diffusée le samedi 11 avril 1992 de 20h50 à 23h00 sur TF1.

## Le projet et le concept

Le château de la Belle au bois dormant, symbole du parc

L'origine du projet est traitée dans l'article Disneyland Paris. La première date marquante est la Convention du 24 mars 1987, définissant le projet de création et d'exploitation d'Euro Disneyland.
Le concept est celui d'un « royaume enchanté » basé sur le Disneyland original, en Californie. Afin de satisfaire la population européenne réputée plus difficile que l'américaine ou l'asiatique, les imagénieurs de Disney ont dû pousser plus loin leur concept. Les bâtiments ont une histoire, des personnages y auraient vécu, des faits s'y seraient déroulés. La supervision de la conception a été confiée à Tony Baxter au milieu des années 1980,.
Pour le contenu du parc, les imagénieurs définissent ce qu'ils considèrent comme les meilleures attractions des parcs de Floride et du Japon.
Pour les informations concernant le complexe voir Disneyland Paris et aussi :
- l'analyse économique et touristique ;
- les conséquences de l'implantation de Disneyland Paris sur Marne-la-Vallée.

## Historique
Le 12 avril 1992, le parc ouvre ses portes et, pour sa première année d’exploitation non complète, il verra 10 millions de visiteurs venir le découvrir.
En 1993, le parc attire légèrement moins de visiteurs avec 9,8 millions sur l'ensemble de l'année. Cette année-là, deux nouvelles attractions ouvrent — les Pirouettes du Vieux Moulin et Indiana Jones et le Temple du Péril — ainsi qu'une quatrième gare sur le Disneyland Railroad, Discoveryland Station. Cependant le parc voit aussi la fermeture d’une attraction, Indian Canoes.
L'année 1994 voit l'ouverture de trois nouvelles attractions : Casey Jr - Le petit train du cirque, Le Pays des Contes de fées et Les Mystères du Nautilus. Cette année-là, le parc voit sa fréquentation continuer à diminuer à 8,8 millions de visiteurs.
Le 31 mai 1995, Space Mountain : De la Terre à la Lune ouvre ses portes et devient l'attraction phare de Discoveryland,. Cette année-là, grâce à cette nouveauté, le nombre de visiteurs augmente sensiblement, passant à 10,7 millions.
L'année 1996 le parc inaugure un nouveau restaurant, le Buzz Lightyear Pizza Planet à Discoveryland, et la nouvelle aire de jeux Pocahontas Indian Village à Frontierland. Il confirme aussi le redressement de sa fréquentation à 11,7 millions de visiteurs.
En 1997, pour ses 5 ans, le parc atteint le chiffre record de 12,6 millions de visiteurs sur un an, soit une augmentation de sa fréquentation pour la troisième année consécutive.
L'année 1998 voit la fermeture définitive de l’attraction en 3D Captain EO et la confirmation des bons chiffres de fréquentation du parc avec le passage de 12,5 millions de visiteurs dans le parc.
En 1999, l'affluence du parc reste stable avec 12,5 millions de visiteurs. Une nouvelle attraction en 4D ouvre ses portes cette année-là, Chérie, j'ai rétréci le public ; on note aussi la transformation d'une partie du Adventureland Bazaar en restaurant, l'Agrabah Café.
L'année 2000 est marquée par intronisation du système FastPass dans le parc. La fréquentation baisse légèrement cette année-là mais reste haute, à 12 millions de visiteurs.
En 2001, le parc voit 12,2 millions de visiteurs fouler ses artères. Entre 1996 et 2001 le parc aura vécu une période faste à plus de 12 millions de visiteurs de moyenne.
En 2002 pour ses dix ans, le parc subit une forte baisse de son nombre de visiteurs, avec une perte de presque 2 millions, soit 10,3 millions de visiteurs dans l'année. Cette baisse est le résultat de la nouvelle concurrence jouxtant le parc Disneyland — ll s'agit du nouveau parc Walt Disney Studios, ouvert le 16 mars 2002 — et des conséquences sur le tourisme des attentats du 11 septembre 2001.
L'année 2003 est encore décevante puisque le parc essuie une légère baisse de sa fréquentation, à 10,2 millions de visiteurs.
L'année 2004 est marquée par la fermeture définitive du Le Visionarium à Discoveryland. Le parc accueille cette année-là 10,2 millions de visiteurs.
En 2005, l’attraction Space Mountain : De la Terre à la Lune change de thème pour devenir Space Mountain : Mission 2 ; cette année-là, la fréquentation reste stable, à 10,2 millions de visiteurs.
Le 8 avril 2006, l'attraction Buzz Lightyear Laser Blast est inaugurée et participe à la légère augmentation du nombre de visiteurs, à 10,6 millions.
En 2007, le parc fête ses 15 ans avec une nette augmentation de ses visiteurs, soit 12 millions cette année-là.
En 2008 et 2009, le parc connaît deux années d'affluences records à 12,7 millions de visiteurs par an.
L'année 2010 marque la fin d'une période de deux années records et de trois ans de fortes affluences avec une nette baisse du nombre de visiteurs, à 10,5 millions.
En 2012, pour ses 20 ans, le parc voit son nombre de visiteurs croître légèrement, à 11,2 millions.
L'année 2015 marque le début d'une période de rénovation de trois ans en vue des 25 ans du parc. Cette année-là, 9,8 millions de visiteurs seront venus au parc, soit une baisse continue de l'affluence depuis 2012.
2016 est marquée par les attentats du 13 novembre 2015, qui provoquent une chute importante du tourisme en France cette année-là, et avec seulement 8,4 millions de visiteurs le parc signe sa pire année depuis son ouverture. Dans un rapport de la Themed Entertainment Association réalisé par Aecom, Margreet Papamichael, directrice TEA du marché Europe, Moyen-Orient et l'Afrique affirme que « le parc Disneyland Paris est en fort déclin, avec une baisse de la fréquentation d'environ 14 %. Des facteurs variés, incluant des événements économiques et politiques, ainsi qu'un début de saison pluvieux et des inondations à Paris, ont réduit le nombre total de touristes de la grande région parisienne. De 2015 à 2016, le tourisme a diminué de 1,5 million - une baisse de 1,5 % — ce qui représente une baisse de 1,1 % par rapport à 2014. Cependant, en prenant compte que la fréquentation du parc Walt Disney Studios n'a diminué que de 1,6 %, nous suggérons que d'autres éléments ont pu peser dans la balance, comme des réinvestissements retardés. ». Le parc voit cette même année la fermeture du restaurant Buzz Lightyear Pizza Planet.
L'année 2017 est marquée par la célébration du 25e anniversaire du parc : d’importantes rénovations ont été menées sur de nombreuses attractions. Le 26 mars 2017, l'attraction Star Tours: L’Aventure Continue est inaugurée pour les 25 ans du parc. Il s'agit d'une refonte totale de Star Tours. Le 6 mai 2017, l’attraction Space Mountain : Mission 2 change de thème pour devenir Star Wars Hyperspace Mountain, basée sur l’univers de Star Wars. Cette année anniversaire permet au parc de relancer son affluence pour finalement réussir à accueillir 9,6 millions de visiteurs en 2017. Malgré des affluences plus faibles ces dernières années il confirme toujours sa position de premier parc d'attraction en Europe et pointe à la douzième place mondiale.
En 2018, le parc voit l'arrivée du film 3D Mickey et son Orchestre PhilharMagique et la fermeture du Chaparral Theater en vue de son remplacement par un théâtre plus moderne. Cette année présente une légère augmentation de la fréquentation qui s'établit à 9,8 millions de visiteurs,.
En 2019, Frontierland accueille le nouveau spectacle The Lion King: Rhythms of the Pride Lands (Le Roi Lion et les Rythmes de la Terre) au Frontierland Theater, qui remplace le Chaparral Theater fermé l'année précédente. La fréquentation subit une très légère baisse en 2019, puisque 9,745 millions de visiteurs au total franchissent les portes du parc.
L'année 2020 est marquée, comme de très nombreux sites touristiques dans le monde, par la pandémie de Covid-19. Cet événement oblige le resort français à fermer ses portes, du 13 mars au soir au 14 juillet, soit quatre mois de fermeture. Quelques mois plus tard, le 30 octobre, le parc est à nouveau forcé à fermer, mais sans réouverture dans l'année, pour les mêmes raisons. Cette année-là, le parc, avec 2,620 millions de visiteurs, soit une baisse de fréquentation de 73 %, connaît la pire affluence de son histoire, en raison des nombreux mois de fermeture qu'il a connus à la suite de la pandémie de Covid-19.
En 2021, le parc ne rouvre que le 17 juin, après plus de sept mois de fermeture. Malgré une fermeture de presque six mois sur l'année et une jauge limitée de visiteurs à sa réouverture, le parc voit sa fréquentation légèrement augmenter à 3,5 millions de visiteurs.
L'année 2022 voit un retour de la fréquentation avec 9,9 millions de visiteurs. C'est l'année où le parc fête ses 30 ans.
Pour 2023 l'affluence est bonne avec 10,4 millions de visiteurs ce qui en fait la meilleure année depuis 10 ans.

## Le parc à thèmes
Le parc est un « royaume enchanté » conçu par Walt Disney Imagineering, filiale de Disney imaginant et supervisant la construction des parcs et des attractions Disney. Au titre de royaume enchanté, il reprend le plan radial de Disneyland sur plus de 520 000 m2.
Le château, symbole du parc, est celui de La Belle au bois dormant comme pour Disneyland mais il adopte ici une architecture plus extravagante inspirée par les œuvres des Très Riches Heures du duc de Berry et par l'élancement de l'abbaye du Mont-Saint-Michel. Les châteaux des autres parcs Disney sont conçus de façon assez réaliste. Or en Europe, les châteaux font plus partie du quotidien que pour les américains ou les asiatiques, ainsi il fut décidé de construire un château sorti d'un conte de fée, moins réaliste mais plus enchanteur.
L'entrée du parc se fait d'abord par les Fantasia Gardens devant le Disneyland Hotel, un ensemble de jardins avec un bassin central. Soixante-quatre guichets sous l'hôtel permettent d'entrer dans le parc via la gare de Main Street, USA.

### Main Street, U.S.A.

Walt's, restaurant de Main Street, USA

Située derrière la gare du Disneyland Railroad, Main Street, USA est la rue principale du parc avec des boutiques et des restaurants. Le visiteur arrive sur la place de Town Square. Le thème est plus récent de dix ans par rapport à Disneyland, d'où la présence de lampes électriques au bout de la rue. Un élément insolite est l'utilisation de la silhouette du Château de la Belle au bois dormant de Disneyland pour la façade du bâtiment Main Street Transportation Co., situé à droite sur Town Square et qui sert de garage et écurie pour les véhicules de Main Street.
La boutique Emporium se situe comme dans les autres parcs Disney à gauche et le photographe à droite. Ensuite les boutiques s'agencent comme dans les autres parcs. Un fait intéressant montrant l'attention portée à l'art culinaire est la présence d'un restaurant à chaque angle des deux derniers blocs de la rue. Le Walt's et le Market House Deli/Cable Car Bake Shop-Cookie Kitchen au niveau de la rue transversale puis le Casey's Corner (à gauche) et le Victoria's Home-Style Restaurant/Gibson Girl Ice Cream Parlour (à droite) avec leurs terrasses sur la grande place du Château.
Au bout de l'avenue se situe Central Plaza, la place centrale du parc. En temps normal, un parterre de fleurs décore son centre. Cependant, cette place a subi de nombreuses modifications en tout temps. On a pu y voir pour noël une statue en glace de Mickey Sorcier, des boules de noël géantes et lumineuses dans les parterres faussement enneigés, une gigantesque citrouille abritant un stand de maquillage ou encore une réplique de la demeure des lions de la Terre des Lions pour le lancement du spectacle La Légende du Roi Lion. Des scènes sont de temps à autre installées, sur lesquelles des spectacles variés se produisent, notamment pour la fête de la Saint-Patrick (un spectacle de danse Irlandaise s'y produisait, mais désormais au Théâtre du Château), pour noël (une cérémonie d'illumination de toutes les décorations de Main Street et du château) ou plus récemment pour le 25e anniversaire.
Mais le pays est aussi unique, car Main Street est le seul où l'on peut passer derrière les boutiques. De chaque côté de la rue se trouve une rue couverte, à gauche la Liberty Arcade et à droite, côté Discoveryland, la Discovery Arcade. Cette différence majeure avec la version californienne du land notamment, tient au climat tempéré de la France, les concepteurs du parc tenaient à proposer une solution de repli confortable aux visiteurs en cas de pluie.
Main Street, USA est aussi un hommage à ses créateurs grâce aux fenêtres du premier étage. Elles comportent des textes publicitaires qui croquent les artistes sous la forme de commerçants et exerçants d'une profession libérale.
Des drapeaux américains flottent au-dessus des bâtiments. Ils ne comportent que 48 étoiles (et non 50 comme aujourd'hui[Quand ?]) car les États-Unis ne comportaient que 48 états au début du siècle.

#### Attractions
- Disneyland Railroad est un voyage dans un train à vapeur qui circule sur une voie du chemin de fer située tout autour du parc. L'attraction compte quatre gares : Main Street Station, Frontierland Depot, Fantasyland Station et Discoveryland Station. Main Street Station est la gare principale, elle est de style victorien et est située à l’entrée de Main Street, USA, devant le Disneyland Hotel.
- Disney Stars on Parade est une procession de chars et de personnages présentant différents thèmes de l'univers de Disney. Elle se déroule tous les jours, généralement à 17h30.[pertinence contestée]
- Disney Electrical Sky Parade est un spectacle nocturne de drones, musical et de projections, présenté tous les soirs, 10 minutes avant la représentation du spectacle Disney Dreams!.[pertinence contestée]
- Disney Dreams! est un spectacle nocturne pyrotechnique, musical et de projections, présenté tous les soirs à l'horaire de fermeture du parc.[pertinence contestée]
- Liberty Arcade est situé à gauche (en entrant) de Main Street, USA, il s'agit d'un chemin pour retourner dans le passé, présentant les liens entre la France et les États-Unis, jumelé à Discovery Arcade (à droite en entrant, faisant le lien avec Discoveryland) présentant les projets des visionnaires de l’époque.
- Main Street Vehicles est un ensemble de véhicules motorisés ou tractés par des chevaux du début du XXe siècle qu'il est possible d'emprunter dans Main Street, USA.

### Frontierland

Phantom Manor et Molly Brown Riverboat.

Frontierland a pour thème l'Ouest américain, le visiteur est invité à découvrir la vie dans la ville minière de Thunder Mesa. Les attractions de ce pays sont donc toutes des lieux faisant partie prenante de cette ville fictive.
L'entrée principale se fait depuis Central Plaza par le Fort Comstock, un fort en rondin typique, proposant une exposition sur Davy Crockett, appelée Legends of the Wild West. On peut cependant aussi entrer dans Frontierland par le rail, grâce au Disneyland Railroad en s'arrêtant à Frontierland Depot. Par l'entrée principale, en sortant de Fort Comstock, on arrive sur une place, sur la gauche se trouve le saloon The Lucky Nugget Saloon qui héberge un spectacle et le Last Chance Cafe. Sur la droite, on trouve trois boutiques (Tobias Norton & Sons, Bonanza Outfiters et Eureka Mining Supplies) regroupé sous le nom de Thunder Mesa Mercantile Building qui proposent des articles liés au Far West.
Cette petite place s’ouvre sur Rivers of the Far West, les rives de cette rivière sont longées par un chemin, en prenant à gauche on accède à Phantom Manor, alors qu'à droite on arrive à Big Thunder Mountain.
Sur le chemin de Phantom Manor se trouve l'embarcadère de Thunder Mesa Riverboat Landing à partir duquel on peut naviguer sur la rivière à bord d'un des deux bateaux à aubes, Molly Brown ou Mark Twain. Plus loin, toujours au bord de la rivière un petit cimetière au pied de Phantom Manor offre une vue sur la montagne de Big Thunder Mountain mais aussi sur un ensemble rocheux inspiré des concrétions sulfuriques entourant les geysers comme au parc national de Yellowstone. Un squelette de dinosaure (vraisemblablement un allosaure) et deux geysers agrémentent les bassins d'eau aussi surnommés pieds de mammouths. On peut trouver sur la gauche de Phantom Manor, le restaurant Silver Spur Steakhouse, qui sert principalement de la viande, grillée sous les yeux des visiteurs.
Sur l'île au milieu de la rivière s'élève Big Thunder Mountain, figurant la mine de Thunder Mesa, pour embarquer à bord de ce parcours de montagnes russes il suffit longer le lac par la droite à la sortie du fort. Le visiteur peut également s'arrêter à la Rustler Roundup Shootin' Gallery juste avant l'entrée de la mine pour s'entraîner au tir à la carabine.
Face à l'entrée de la mine, l'atmosphère change et évoque le Mexique avec le restaurant Casa de Coco (autrefois Fuente del Oro Restaurante, qui servit à l'ouverture du parc de scènes pour des apparitions de Zorro).
Le chemin continue en contournant l'entrée de la mine jusqu'au fin fond de Frontierland où se trouve le Frontierland Depot du Disneyland Railroad. Le long du chemin le visiteur trouvera une grange hébergeant le Cowboy Cookout Barbecue, puis un petit sentier menant au Pueblo Trading Post et au Frontierland Playground, une aire de jeu construite en 1996 au bord de la rivière à côté de l'ancien embarcadère des Indian Canoes, disparu en 1994.
Plus loin au pied de la gare Frontierland Depot se trouve la boutique Forest Treasures (fermée depuis 2017), en face de celle-ci on découvre le Frontierland Theater qui propose le spectacle Le Roi Lion et les Rythmes de la Terre (The Lion King: Rhythms of the Pride Lands).

#### Attractions
- Big Thunder Mountain est un parcours de montagnes russes situé sur une île dans un décor basé sur les élévations rocheuses de l'Ouest américain (taille minimale: 1,02 m).[pertinence contestée]
- Phantom Manor est un parcours scénique dans un manoir hanté inspirée de l’architecture de San Francisco.
- Thunder Mesa Riverboat Landing permet d'embarquer à bord d’un bateau à vapeur similaire à l’époque de La Nouvelle-Orléans pour découvrir Frontierland.
- Legends of the Wild West permet au visiteur d'évoluer à pied au sein du Fort Comstock dans le Far West.
- Rustler Roundup Shootin' Gallery est un stand de tir dans un décor de Far West (jeu payant).[pertinence contestée]

### Adventureland
Adventureland a pour thème l'aventure exotique, le visiteur passe de l'Orient aux caraïbes en passant par l'Afrique.
L'entrée principale se fait depuis Central Plaza par l'Adventureland Bazaar, il s'agit d'un souk inspiré des contes des Mille et Une Nuits et des aventures de Sinbad le marin. Sur la droite on trouvait le marché oriental, c'était à l'origine un marché couvert plein d'objets artisanaux, qui proposait quatre boutiques, La reine des serpents, L'échoppe d'Aladin, Le chant des Tam-Tams et Les Trésors de Schéhérazade, mais en 1999 il est devenu le Restaurant Agrabah Café. Sur la place, un peu plus loin après ce nouveau restaurant, on retrouve Les Trésors de Schéhérazade, il s'agit de la seule boutique rescapée de cette transformation grâce à son accès extérieur préexistant. À gauche de l'entrée, on trouve une petite attraction ouverte en 1994 sur Aladdin, s'appelant Le Passage enchanté d'Aladdin. Le parc Disneyland est un des rares parcs Disney à avoir, avec ce souk, une section sur le Moyen-Orient. Les autres sections du monde étant l'Arabian Coast du Tokyo DisneySea et le pavillon marocain d'Epcot.
En face de l'entrée du bazar, commence la partie africaine du Land où l'on trouve la boutique La Girafe Curieuse, suivit un peu plus loin d'un petit pavillon accueillant le Café de la Brousse. Le thème est complété un peu plus loin par le restaurant Hakuna Matata (anciennement Aux épices enchantées jusqu'en 1995).
Le reste du land s'articule autour de la rivière encerclant les deux îles d'Adventure Isle. L'île sud est surmontée par le gigantesque « Disneyodendron » de la Cabane des Robinson, d'après le film Les Robinsons des mers du Sud. Sous l'arbre abritant la cabane on trouve un réseau de galeries nommé Le Ventre de la Terre. De l'autre côté de l'île se trouve le restaurant Colonel Hathi's Pizza Outpost, dont le nom d'origine est Explorer's club, qui est une tentative de réutilisation du concept développé pour les Enchanted Tiki Room mais sans la partie attraction. À côté de ce restaurant l'attraction Indiana Jones et le Temple du Péril fut ajoutée en 1994, ce sont les premières montagnes russes avec un looping d'un parc Disney.

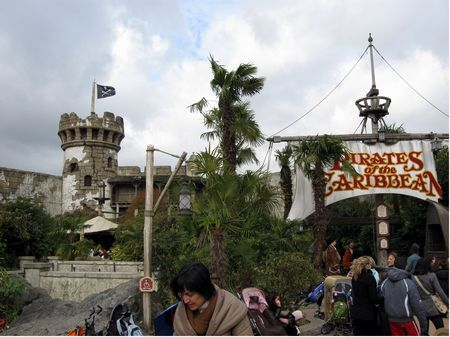
L'attraction Pirates of the Caribbean

La seconde île adopte les thèmes de Peter Pan dont l'attraction de Fantasyland se situe non loin. Ainsi le bateau pirate du Capitaine Crochet mouille au pied de Skull Rock, un rocher en forme de tête de mort. Un restaurant nommé Captain Hook's Galley occupa le pont inférieur jusqu'en 2011, date de la réhabilitation du navire en simple attraction. Derrière Skull Rock s'ouvre un autre réseau de galeries, nommé Ben Gunn's Cave en hommage à L'Île au trésor. Au-dessus des souterrains, un point d'observation et un Rocher-Qui-Bascule permettent de divertir les plus jeunes. En 2004, pour une saison seulement, le spectacle Peter Pan à la rescousse proposait un combat entre Peter Pan et l'équipage du capitaine Crochet sur le bateau d'Adventureland.
Un pont suspendu relie les deux îles par les hauteurs, tandis qu'un pont flottant agrémenté d'une épave (indiqué comme étant celle des Robinsons des mers du Sud), permet sur l'arrière de rejoindre l'attraction, Indiana Jones et le Temple du Péril.
À l'extrême nord d'Adventureland se trouve un fort en pierre évoquant les Caraïbes. Il abrite l'attraction Pirates of the Caribbean, le restaurant Captain Jack’s - Restaurant des Pirates et la boutique Le coffre du capitaine.

#### Attractions
- Pirates of the Caribbean permet d'embarquer dans un bateau pour découvrir un parcours scénique prédéterminé. Dans des décors caribéens, des automates donnent vie à une histoire de pirates.
- Indiana Jones et le Temple du Péril est un parcours de montagnes russes à sensations fortes sur le thème d'Indiana Jones.
- Adventure Isle est un parcours d’exploration et de découverte à pied sur deux îles, on y trouve notamment le Galion des Pirates et la Plage des Pirates.
- Cabane des Robinson est une cabane visitable située sur un arbre artificiel.
- Le Passage enchanté d'Aladdin est un petit passage qui propose une série de maquettes dépeignant des scènes de Aladdin.

### Fantasyland

Vue sur Fantasyland, depuis l'arrière du château de la Belle au bois dormant.

Fantasyland est le pays des contes de fées, on[Qui ?] y trouve nombre de héros des classiques d'animation Disney, mais aussi le symbole du parc, le château de la Belle au bois dormant (également visible depuis Main Street).
Au pied du château, sur la place centrale, le Théâtre du Château propose différents spectacles en fonction des différentes saisons de Disneyland Paris. Ce théâtre de plein air, propose par exemple pour Halloween, le spectacle des méchants de Disney, Attention… Méchants !.
Le château de la Belle au bois dormant marque l'entrée principale de ce pays, mais on peut aussi le rejoindre à pied depuis Adventureland, Discoveryland ou en train avec la Fantasyland Station. Le château possède, ce qui est une première pour Disney, des douves et des souterrains qui peuvent être visités mais aussi d'un pont-levis, non pas droit mais incurvé. Deux boutiques se partagent le rez-de-chaussée du château, La Boutique du Château consacrée à Noël, et Merlin l’Enchanteur aux objets en cristal. Dans cette dernière boutique, un escalier descend dans les profondeurs du château à l'intérieur de La Tanière du Dragon, on y trouve un dragon audio-animatronic à moitié endormi de 27 mètres de long. Au premier étage du château, on peut découvrir La galerie de la Belle au bois dormant, elle raconte l'histoire de La Belle au Bois dormant au travers de fresques, de tableaux, de vitraux et d'objets d'art. Cette galerie est accessible depuis un escalier imitant un arbre, et offre sur une vue aérienne sur la place d’inspiration médiévale de Fantasyland.
En sortant du château sur la gauche, on trouve un bâtiment proposant deux attractions Blanche-Neige et les sept nains et Les Voyages de Pinocchio, deux boutiques La Chaumière des Sept Nains et La Bottega di Geppetto, et un restaurant Au Chalet de la Marionnette. Le bâtiment sur la droite accueille quant à lui trois boutiques La Confiserie des Trois Fées, La Ménagerie du Royaume et Sir Mickey's Boutique, mais aussi un restaurant L'Auberge de Cendrillon. Sir Mickey's Boutique fut nommée d'après le court métrage Le Brave Petit Tailleur (1938) et possède dans un petit jardin d'un haricot magique, inspiré par le moyen métrage Mickey et le Haricot magique (1947). Dans L'Auberge de Cendrillon, une réplique du carrosse argenté en forme de citrouille du film Cendrillon, est disposé sous un porche du restaurant. Ce carrosse a été offert par le parc Walt Disney World Resort comme cadeau d'ouverture, et a notamment été utilisé dans les parades ensuite.
Entre les deux bâtiments, devant le château, se trouve une pierre avec une épée enfichée dedans qui ne peut être libérée qu'en présence de Merlin lors d'une animation, elle représente la célèbre scène où le futur roi Arthur extrait Excalibur. Un peu plus loin sur la place toujours entre les deux bâtiments, on y trouve le Carrousel de Lancelot qui raconte l’histoire de Lancelot et de la Dame du Lac.
En sortant de la place, on fait face à un cours d'eau provenant d'Adventureland qui coupe Fantasyland en deux. Côté château, c'est l'Europe continentale avec la France, l'Allemagne et l'Italie, alors que de l'autre côté du ruisseau c'est l'Angleterre qui y occupe une grande place, on notera cependant qu'une section évoquant le Benelux y a été ajoutée en 1994.
Un pont dans l'axe de Main Street, USA et du château permet de franchir ce ruisseau, les deux «îles» placées de part et d'autre du pont forment le centre du land. Sur l'île de gauche, se trouve Dumbo the Flying Elephant avec des éléphants volants, tandis que sur la droite les Mad Hatter's Tea Cups, célèbres tasses du Chapelier Fou sont couvertes d'un auvent en verre évoquant les œuvres de Baltard. Derrière Dumbo se trouve la section anglaise de Fantasyland, on y retrouve Peter Pan's Flight avec à l'entrée une tour rappelant Big Ben. Derrière, le Toad Hall's Restaurant est l'une des rares évocations dans un parc Disney, du film Le Crapaud et le Maître d'école de 1949. Juste à côté, se trouve la gare du Disneyland Railroad, avec en dessous le Fantasyland Theater, qui accueillait précédemment des spectacles, mais qui est depuis devenu un point de rencontre, le Meet Mickey Mouse. Derrière les Mad Hatters' Tea Cups s'étend le Alice's Curious Labyrinth, il s'agit d'un imposant labyrinthe et du château de la reine de Cœur, malheureusement le toboggan du château a été condamné pour causes d'accidents fréquents.
Plus loin sur la droite débute la section sur le Benelux ouverte en 1993, avec le restaurant Le Vieux Moulin, il s'agissait précédemment de l'attraction fermée en 2002 Les Pirouettes du Vieux Moulin. Entre le moulin et le labyrinthe, un chemin passant sous la voie de chemin de fer a été créé un an après cette expansion. Cette impasse permet d'accéder à deux attractions imbriquées Casey Jr - Le petit train du cirque et Le Pays des contes de fées, ces deux attractions reproduisent celle existante au parc Disneyland de Californie, mais en mettant à jour les contes.
À côté du restaurant Le Vieux Moulin, on trouve l'attraction It's a Small World, souvent appelée familièrement « Le pays des poupées ». Accolé à cette attraction à la place de son ancien "post show", le Princess Pavilion a ouvert ses portes en 2011, il permet d'être pris en photo avec une princesse Disney. La file d'attente de ce lieu de rencontre de personnages introduit le visiteur dans les différents contes de princesses Disney, avec leur propre château illustré sur des vitraux. À noter que c'est dans Fantasyland, à côté de l'attraction It's a Small World que commence et fini la Disney Stars on Parade.
En face de It's a Small World, à l'arrière du bâtiment accueillant entre autres L'Auberge de Cendrillon, on trouve une évocation de l'Italie avec un restaurant Bella Notte et un glacier Fantasia Gelati. Un porche était situé sur la route de la Disney ImagiNations Parade entre le Théâtre du Château et la Pizzeria Bella Notte, mais il fut retiré en 1999 afin de faire passer des chars surmontés de personnages Disney gonflables, malgré la fin de cette parade en 2001 il ne fut jamais remonté.

#### Attractions
- Peter Pan's Flight vous permet à bord d'un batelet de voyager dans l'univers de Peter Pan à travers un parcours scénique.
- It's a Small World est une maison de poupée qui vous embarque à bord d'un bateau pour un tour du monde en musique.
- Les Voyages de Pinocchio est une balade dans une voiture en bois au cœur de l’univers de Pinocchio.
- Blanche-Neige et les Sept Nains est un parcours scénique que l'on traverse en wagonnet de mine, sur le pays enchanté de Blanche-Neige et les Sept Nains.
- Mad Hatter's Tea Cups est une attraction qui permet de tournoyer dans des tasses de l'univers du Pays des Merveilles.
- Dumbo the Flying Elephant nous embarque sur le dos de Dumbo et vous offre un panorama sur Fantasyland.
- Casey Jr – Le Petit Train du Cirque vous permet de traverserez le pays de Storybook Land dans ce petit train inspiré de l’histoire de Dumbo.
- Le Pays des contes de fées vous permet d'embarquer à bord d'un bateau dans une croisière pour découvrir des villages miniatures extraits des classiques de Disney.
- Château de la Belle au bois dormant comprend deux boutiques et deux salles visitables, La Tanière du Dragon qui renferme un dragon audio-animatronic dans une caverne et La galerie de la Belle au bois dormant avec des vitraux et des tapisseries sur le thème de La Belle au bois dormant
- Alice's Curious Labyrinth est basée sur le thème d'Alice au Pays des Merveilles, l'attraction est composée d'un labyrinthe et du château de la Reine de Cœur.
- Le Carrousel de Lancelot est un carrousel sur le thème de Sir Lancelot et du Moyen Âge.

### Discoveryland

Space Mountain

Discoveryland est un dérivé des Tomorrowland des parcs Disneyland, l'intention était de rendre hommage aux grands visionnaires européens comme Jules Verne ou H. G. Wells. Cependant depuis plusieurs années, cet hommage a disparu en partie avec l’ajout des thèmes Buzz l’Éclair et Star Wars, on peut retrouver plus de détails sur ces transformations dans les concepts de Disneyland Paris.
L'entrée principale se fait depuis Central Plaza, dans un décor de rochers émergeant de bassins avec des fontaines, ces rochers sont représentation de basalte volcanique. Ils sont là afin de donner une énergie cinétique et ainsi d'inciter le visiteur à poursuivre son chemin. On peut cependant aussi entrer dans Discoveryland par le rail grâce au Disneyland Railroad, en s'arrêtant à Discoveryland Station.
Le premier bâtiment à gauche de l'entrée accueille une boutique et une attraction. L'attraction était de 1992 à 2004 Le Visionarium, un cinéma à 360° évoquant les grands visionnaires et faisant entre autres rencontrer Jules Verne et H. G. Wells à l'Exposition universelle de Paris en 1900. Cette attraction a fermé ses portes pour faire place en 2006, à Buzz Lightyear's Laser Blast, un parcours scéniques interactifs en Omnimover sur le thème de Toy Story. Ensuite, le chemin mène à une place, où trône l'attraction Orbitron, un manège de fusées surmonté d'un énorme mobile simulant des planètes.
À gauche de la place, on y trouve le bâtiment de Videopolis, il est composé d'une salle de spectacle, le Videopolis Théâtre et d'un restaurant de type fast-food offrant une vue sur la scène du Videopolis Théâtre, le Café Hyperion. L'entrée principale est impressionnante puisqu'elle possède un dirigeable nommé Hyperion encastré au-dessus d'elle, il est inspiré du film de 1974, L'Île sur le toit du monde. Le Videopolis Théâtre propose des films, des dessins animés ou des spectacles tout au long de la journée dans un décor industriel du XIXe siècle. La seconde entrée mène à la salle de spectacle grâce un hall central, ce hall comprend une salle de chaque côté, l’Arcade Alpha et l’Arcade Beta. L’Arcade Alpha sur la gauche en entrant, propose des bornes de rechargement pour les téléphones portables, tandis que l’Arcade Beta est une salle de restauration. Précédemment ces deux salles ont servi de lieu d'exposition technologique (sponsorisée par Philips) jusqu'en 1998, puis de salles d'arcade proposant des jeux payants.
À droite de la place, l'attraction Autopia étale ses routes que l'on peut parcourir en voiture miniature d'un style rétro-futuriste. À côté d'Autopia, un lagon accueille Les Mystères du Nautilus une reproduction du Nautilus sortie de l'adaptation par Disney en 1954 du roman Vingt Mille Lieues sous les mers, de Jules Verne.

Main Street, USA décorée pour halloween 2013

Balade Printanière 2014

Au fond de la place, derrière l'Orbitron, s'élève l'imposant édifice de Space Mountain, le premier thème de l'attraction était de 1995 à 2005, De la Terre à la Lune. Ce premier thème faisait écho au Visionarium en s'inspirant du roman De la Terre à la Lune de Jules Verne, ensuite il fut remplacé par Space Mountain : Mission 2, il avait lui pour but de faire visiter l'univers jusqu'à ses limites. En 2017, l'attraction change une troisième fois de thème pour devenir l'Hyperspace Mountain, le visiteurs cette fois entre dans l'univers Star Wars à la suite du rachat de Lucasfilm par Disney.
Derrière Space Mountain et Videopolis, le thème « Vernien » change pour être plus « actuel », on y découvre un pavillon aux couleurs noires, grises et bleue sur lequel se trouve un imposant X-Wing, ce pavillon accueille le point de rencontre avec les personnages de Star Wars, Starport, dans lequel se trouve notamment Dark Vador. Derrière Starport, un imposant bâtiment propose l'attraction Star Tours: The Adventures Continue, l'entrée est constituée d'un porche surmonté d'une flèche futuriste. Plus loin, sur la gauche, au pied du porche, une rampe ajoutée fin 1992, permet de rejoindre la gare de Discoveryland Station du Disneyland Railroad.
À droite de Starport, on y trouve le film 3D Mickey et son Orchestre PhilharMagique, à l'origine l'attraction s'appelait Captain Eo, elle proposait un film 3D où l'on retrouvait Michael Jackson en capitaine de vaisseau spatial. Captain Eo fut remplacé en 1999 par Chérie, j'ai rétréci le public, on y trouvait aussi l'Imagination Institute, un organisme imaginaire accueillant la cérémonie de l'inventeur de l'année et qui présentait l'attraction. Cependant en hommage à Michael Jackson après son décès, l'attraction Captain Eo a rouvert le 12 juin 2010 jusqu'au 12 avril 2015. Cette attraction devint ensuite un tout nouvel espace, le Discoveryland Theatre, il proposa d'abord Ant-Man Sneak Peak, un extrait en VO d'une quinzaine de minutes du film Ant-Man, puis le Disney & Pixar Short Movie Festival qui proposait pendant 20 minutes trois courts-métrages Disney et Pixar qui passaient habituellement au cinéma avant certains films. Plus loin sur la droite, se trouvait une pizzeria basée sur l'univers de Toy Story, le Buzz Lightyear's Pizza Planet, qui a depuis fermé. Ensuite le chemin continue de faire le tour de Space Mountain et revient au lagon du Nautilus.

#### Attractions
- Star Wars Hyperspace Mountain est un parcours de montagnes russes fermée sur le thème de Star Wars.
- Star Tours : L’Aventure Continue est un simulateur de vol proposant plus de 60 combinaisons différentes. L'attraction vous permet de monter à bord d’une navette spatiale de l’univers de Star Wars.
- Buzz Lightyear Laser Blast est une attraction sur le thème de Toy Story, vous montez à bord d'un wagon et vous utilisez un pistolet tirant des rayons laser pour viser des cibles permettant de marquer des points.
- Mickey et son Orchestre PhilharMagique est un film 3D proposé au théâtre Discoveryland, qui plonge les spectateurs en plein cœur des plus grands classiques de Disney.
- Autopia vous permet de rouler à bord d’une voiture aux allures futuristes mais inspirées des années 1930.
- Orbitron est une attraction qui vous permet de monter dans un petit vaisseau et de contrôler votre altitude, vous voyagerez parmi des planètes en orbites robotisées.
- Les Mystères du Nautilus est une reconstitution visitable du sous-marin de Jules Verne inspirée du film 20.000 Lieues sous les Mers.

### Spectacles

#### Comédies musicales
- La Belle et la Bête de 1992 à 1996
- Le Livre Magique de Mickey de 1992 à 1997
- C'est Magique 1992 à 1994
- Disney Classic : La Musique et la Magie de 1996 à 1998
- Mulan, la légende du 28 novembre 1998 à novembre 2002
- Mickey's Show Time du 9 novembre 2002 à mars 2004
- La Légende du Roi Lion d'avril 2004 à janvier 2009
- Pocahontas, le spectacle de novembre 1995 au 29 août 1998
- Tarzan, la rencontre d'avril 2000 à septembre 2012 mais seulement durant l'été
- Le Noël de Mickey de décembre 1992 jusqu'à janvier 2006 (en de décembre et janvier)
- Winnie l'Ourson et ses amis de 1998 à 2005 au Théâtre du Château et à partir de 2006 au Fantasy Festival Stage
- Mickey et la Magie de l'hiver de 1998 seulement l'hiver (selon les années d'octobre ou novembre à janvier ou mars) jusqu'à mars 2012
- La Colonie de Vacances de Dingo été 2009 et 2010
- Le Roi Lion et les Rythmes de la Terre, tous les jours depuis le 30 juin 2019

#### Parades diurnes
- Disney Classics Parade de 1992 à 1997
- La Parade d'Aladdin 1993
- Disney's California Dream de 1997 au printemps 1998
- Disney ImagiNations Parade du 31 décembre 1999 à mars 2001
- Disney Toon Circus - 2001
- La parade du Monde Merveilleux de Disney (The Wonderful World of Disney Parade)Du 30 mars 1998 à 1999 puis de 2003 jusqu'au 23 mars 2007
- Disney's Once Upon A Dream  du 24 mars 2007 au 25 mars 2012
- Disney Magic On Parade  du 26 mars 2012 au 26 mars 2017
- Disney Stars on Parade à partir du 26 mars 2017
- Le Petit Train des Personnages Disney à partir du 1er avril 2007 jusqu'à début mars 2009
- Le Train en Fête de Minnie à partir du 28 mars 2009 jusqu'à début mars 2010
- Le Disney Dance Express à partir du 2 avril 2010 jusqu'à début mars 2011
- Le Petit Train du 20e anniversaire de... à fin septembre 2013

#### Parades nocturnes
- Main Street Electrical Parade  12 avril 1992 au 23 mars 2003
- Disney Fantillusion  5 juillet 2003 à 2012
- Les feux d'artifice (seulement les saisons estivales)
- Fantasy in the Sky  de 1992 à 2004
- Wishes  de 2005 à 2007
- Les Feux Enchantés  de 2008 à 2011

#### Cérémonies
- La Cérémonie des Contes et Lumières  jusqu'à 2002 sur Town Square et de 2003 à 2006 sur Central Plaza
- La Bougillumination  &  sur Central Plaza à partir du 1er avril 2007 et jusqu'au 7 mars 2009
- Les Méchants Disney font leur Halloween Show  depuis 2007,2008,2010 durant la saison d'Halloween &  lors des soirées Halloween 2007,2008,2010
- La Bougillumination Enchantée  en lieu et place de la Bougillumination durant les saisons de Noël 2007 et 2008
- Les Vacances de Noël de Minnie  certains jours de décembre 2007 et 2008 et durant les vacances de Noël 2007/2008 et 2008/2009 &  le 31 décembre 2008
- La cérémonie d'illumination du Sapin de Noël  (Town square) dans les années 1990 puis à partir de 2009
- Place à la Fête... avec Mickey et ses Amis  sur Central Plaza, du 28 mars 2009 jusqu'au 7 mars 2010

#### Spectacles nocturnes
- Disney Dreams!  du 1er avril 2012 au 24 mars 2017 et du 12 avril 2023 au 30 mai 2024
- Disney Illuminations  du 25 mars 2017 au 11 avril 2023, et du 31 mai 2024 au 9 janvier 2025
- Disney Tales of Magic , depuis le 10 janvier 2025
- Disney D-Light  (pré-show) du 6 mars 2022 au 30 septembre 2023
- Disney Electrical Sky Parade  (pré-show) du 8 janvier 2024 au 9 janvier 2025

#### Autres spectacles
- Le festival des fous , spectacle de 25 min à Frontierland à partir du 21 juin 1996[30]
- Alphabet You Are  du 1er avril 2007 au 30 septembre 2008
- Place à la Danse... à Discoveryland  en face du Café Hypérion à Discoveryland du 4 avril au 8 novembre 2009
- L'Incroyable Rendez-Vous Disney (Disney Showtime Spectacular) &  sur la scène centrale au pied du château, du 23 mars 2010 au 5 avril 2011
- La Célébration Magique de Mickey  &  sur la scène centrale au pied du château, du 6 avril 2011 au 31 mars 2012
- Chantons la Reine des Neiges (Frozen Sing-Along)  au Chapparal Theater, du 1er juin au 13 septembre 2015
- Jedi Training Academy  à Vidéopolis, du 11 juillet au 13 septembre 2015
- La Forêt de l'Enchantement  au Chapparal Theater, du 10 février 2016 au 8 mai 2016
- La Forêt de l'Enchantement  au Chapparal Theater, du 1er juillet 2017 au 3 septembre 2017
- Chantons la Reine des Neiges (Frozen Sing-Along)  au Chapparal Theater, du 11 novembre 2017 au 7 janvier 2018

### Célébrations
- Far West Festival (1994/1996)
- Space Festival (1995)
- Fairy Tale Festival (1996)
- Le Carnaval des Fous pour les 5 Ans du parc (1997)
- Festival des Fleurs (Festival of Flowers) 1997-1998
- L'Année des Grands Classiques Disney (1998)
- California Dream Festival (1997-1998)
- Toon Circus (2001)
- Le Carnaval du Livre de la Jungle (2003)
- Le Carnaval du Roi Lion (2004)
- Festival de la Musique Africaine (20-27 juin 2004)
- Magie Illimitée (2005)
- Carnaval des Enfants (2005-2006)
- Les 15 Ans de Disneyland Resort Paris du 31 mars 2007 à fin mars 2008
- La Fête Continue en Grand du 5 avril 2008 à fin mars 2009
- La Fête Magique de Mickey du 4 avril 2009 au 10 mars 2010
- L'Année de la Nouvelle Génération à partir du 2 avril 2010 au 4 mars 2011[31],[32],[33].
  - L'Incroyable Rendez-Vous Disney, présenté quotidiennement sur Central Plaza
- Le Festival des Moments Magiques à partir du 6 avril 2011 au 2 mars 2012
- Le 20e anniversaire de Disneyland Paris du 1er avril au 20 septembre 2012
- La prolongation du 20e anniversaire de Disneyland Paris du 21 septembre 2012 au 30 septembre 2013
- Balade Printanière (Swing into Spring) du 5 avril au 22 juin 2014
- Le Festival du Printemps (Swing into Spring) du 1er mars au 31 mai 2015
- La Fête givrée de Disneyland Paris (Frozen summer fun) du 1er juin au 13 septembre 2015

### Soirées événementielles
- La Soirée Halloween Disney (depuis 1997 - 31 octobre)
- La Fête Pas-Si-Trouille de Mickey (2008-2011)
- Terrorific Night (25 octobre 2008, 30 octobre 2010, 29 & 30 octobre 2011, 26 & 27 octobre 2012)
- Les Soirées Princesses et Pirates de Mickey (1er, 10, 17 et 24 juin 2011) (Annulé)
- Disney Dreams ! fête Noël (10 novembre 2013 au 6 janvier 2014)
- Farces ou Friandises (31 octobre 2013)